# Уралово
Уралово (укр. Уралове) — село,
Ураловский сельский совет,
Середино-Будский район,
Сумская область,
Украина.
Код КОАТУУ — 5924487201. Население по переписи 2001 года составляло 597 человек.
Является административным центром Ураловского сельского совета, в который, кроме того, входит село
Чигин.

## Географическое положение
Село Уралово находится на левом берегу реки Свига,
выше по течению на расстоянии в 1 км расположено село Чигин,
ниже по течению на расстоянии в 5 км расположено село Хильчичи.
По селу протекает речушка Маковка.
Через село проходит автомобильная дорога Т-1908.

## История
- В эпоху неолита поблизости от села находилось несколько стоянок древних людей, о чём свидетельствуют каменные орудия труда, найденные в местности под названием Ровки.[3]
- Первое упоминание об Олтаре относится к началу XVII века и содержится в Жалованной грамоте польского короля Сигизмунда от 15 августа 1610 года о пожаловании «починка Волтарь в Сиверском Новгородку» с «землею порубною ухожею» казачьему атаману Тимофею Васильевичу Шарову. На момент указанного пожалования Олтарь (в диалектном произношении — Волтарь или Олтар) был починком (небольшим новым поселением) и, вероятно, возник незадолго перед тем, в конце XVI — начале XVII вв.
- Со дня основания Олтарь входил в состав Русского царства и на момент передачи его Польше, в конце июня — начале июля 1619 года, находился во владении четырёх подданных московского царя.
- После перехода Северских земель к Речи Посполитой Олтарь был причислен к Новгород-Северскому староству и в октябре 1633 года отдан во владение Александру Пясочинскому, однако уже в марте 1637 года его отделили от староства и передали Новгород-Северской иезуитской коллегии, которая по ревизии 1638 года владела в нём 18 дворами.
- Через несколько лет после освобождения Украины от поляков Олтарь был передан Новгород-Северскому Спасо-Преображенскому монастырю и 3 сентября 1667 года закреплён за ним царской грамотой, а 21 августа 1673 года — универсалом гетмана Ивана Самойловича.
- В 1723 году в Олтаре числилось 25 дворов и 15 хат, из которых Спасо-Преображенскому монастырю принадлежало 23 двора и 15 хат, а казакам 2 двора, в 1765—1768 гг. — 68 дворов и 11 бездворных хат, а в 1779—1781 гг. — 95 дворов, 116 хат и 3 бездворные хаты, из которых Спасо-Преображенскому монастырю принадлежало 93 двора, 114 хат и 3 бездворные хаты, а казачьим подпомощникам — 2 двора и 2 хаты. На момент описания Новгород-Северского наместничества (1779—1781 гг.) в селе проживало 124 обывателя со своими семьями
- В 1786 году на основании именного указа Екатерины ІІ от 10 апреля 1786 года «О штатах Киевской, Черниговской и Новгород-Северской епархий» Олтарь был изъят у Спасо-Преображенского монастыря и передан в казённое ведомство. С указанного времени он находился в ведении казны, а его жители имели статус государственных крестьян и платили денежный налог государству.
- После отмены крепостного права, в начале 80-х годов XIX века, в селе работали 3 постоялых двора, 3 лавки, 14 ветряных мельниц и ряд других небольших торговых и промышленных предприятий. Некоторые из них принадлежали местным землевладельцам: М. Г. Лубенцову, Ф. Ф. Юницкому, И. Ф. Юницкому, Е. Г. Бернову, И. Я. Ворономуи другим собственникам.
- Издавна в Олтаре функционировала Покровская церковь деревянной постройки, которая, по преданию, была перенесена в него из соседнего села Чигин. В начале 90-х годов XIX века указанная церковь сгорела, а на её месте в 1894 году была возведена новая церковь. Богослужение в Покровской церкви продолжались до 1932—1935 гг., после чего её закрыли и передали под сельский клуб, а в 1940—1941 гг. разрушили.
- В 1885 году в Олтаре была открыта двухклассная церковно-приходская школа, в 1890 году земская школа, в которой в 1901 году обучалось 42 мальчика и 6 девочек, а в 1896 году школа грамоты, в которой 1 января 1899 года училось 45 мальчиков и 1 девочка. Земская школа размещалась в новопостроенном общественном помещении и содержалась за счёт средств земства в сумме 150 руб. и сельского общества в сумме 135 руб. в год. Процент грамотности среди местных жителей был невысоким и в начале 1897 года составлял 10,3 %.
- В 1922 году Олтарь был переименован в Уралово, в честь известного театрального актёра Уралова (Конькова) Ильи Матвеевича (1872 — 16.10.1920), умершего в Новгороде-Северском Черниговской области.

## Экономика
- Молочно-товарная ферма, машинно-тракторные мастерские.
- ЧП Агрофирма «Россия».
- Фермерское хозяйство «Оваасан».

## Объекты социальной сферы
- Дом культуры.